# Dorota Miśkiewicz

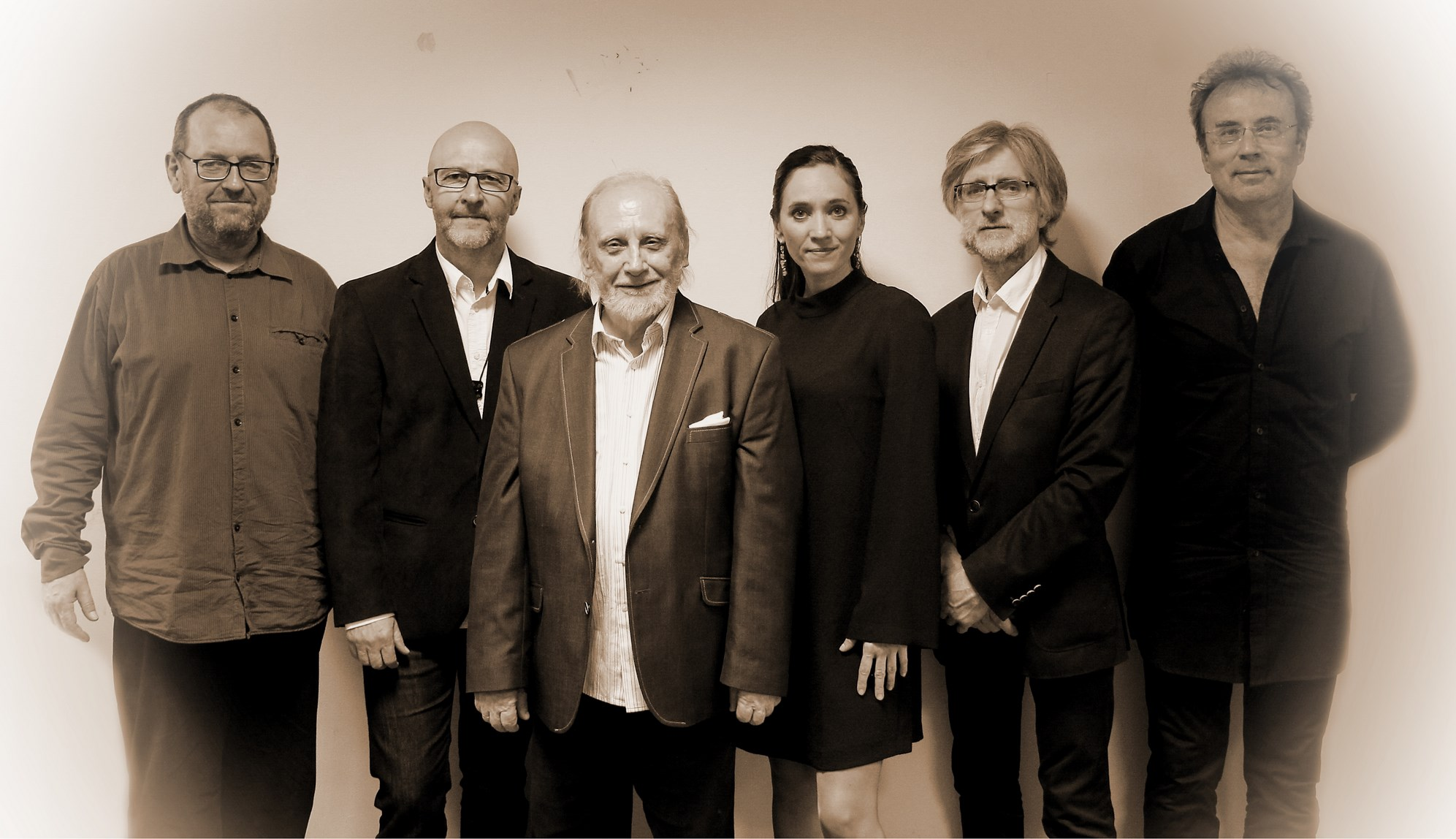
Włodzimierz Nahorny Sextet (2017) (Mariusz Bogdanowicz, Wojciech Staroniewicz, Włodzimierz Nahorny, Dorota Miśkiewicz, Henryk Gembalski, Piotr Biskupski)

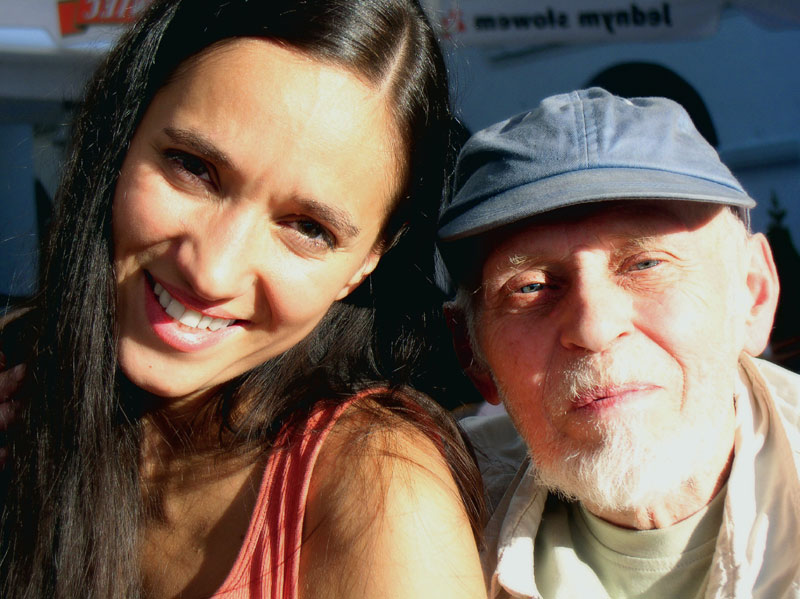
Dorota Miśkiewicz i Jan Wróblewski (2005)

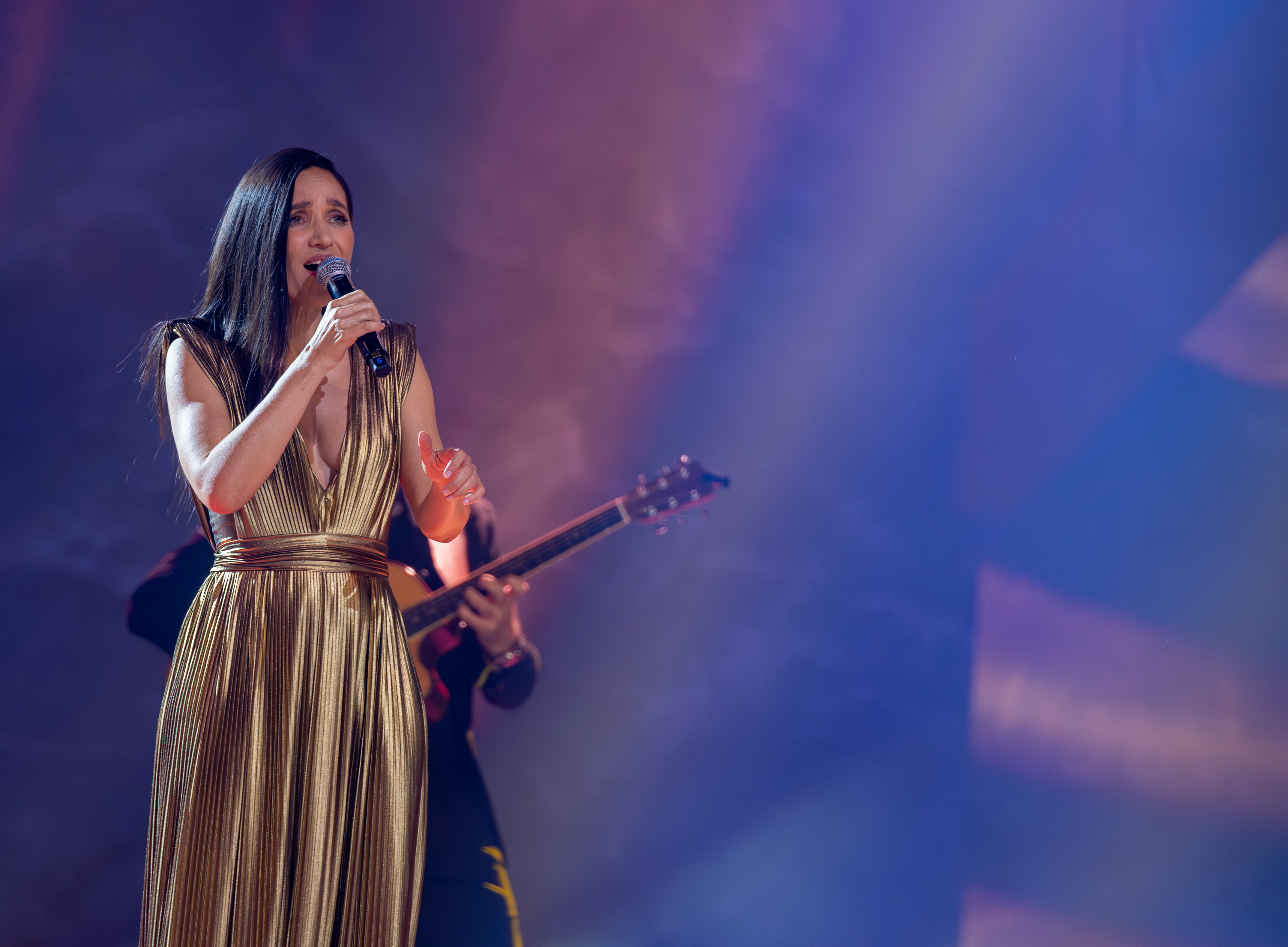
Dorota Miśkiewicz podczas gali Fryderyków 2024

Dorota Anna Miśkiewicz (ur. 12 września 1973 w Kłodzku) – polska wokalistka, skrzypaczka, kompozytorka, autorka tekstów.
Pochodzi z muzycznej rodziny Miśkiewiczów – ojciec Henryk Miśkiewicz to saksofonista jazzowy, a brat Michał jest perkusistą.

## Kariera muzyczna
Urodzona w 1973 roku. W 1997 ukończyła studia na Akademii Muzycznej w Warszawie w klasie skrzypiec, ale już trzy lata wcześniej rozpoczęła współpracę z Włodzimierzem Nahornym, z którym nagrała cztery płyty: Kolędy Na Cały Rok (1995), Nahorny – Szymanowski Mity (1997), Nahorny – Chopin Fantazja Polska (2000) i Nahorny – Karłowicz Koncert (2002).
Jako solistka lub członkini różnych zespołów nagrała ponad 10 płyt, jako wokalistka sesyjna drugie tyle. Nagrywała z Tomaszem Stańką, była gościem Cesarii Evory na jej płycie Rogamar, natomiast z Nigelem Kennedym koncertowała w Wiedniu i Belgradzie. Współpracowała także z Klausem Doldingerem (zespół Passport), Wojciechem Młynarskim, Januszem Stroblem, Pianohooliganem, Anną Marią Jopek, Ewą Bem, Janem „Ptaszynem” Wróblewskim oraz ze swoim ojcem. Występowała na wielu festiwalach i koncertach w Polsce oraz na świecie.
Jako kompozytorka i autorka tekstów zadebiutowała w 2002 roku, kiedy wydała płytę Dorota Miśkiewicz Goes To Heaven – Zatrzymaj się (nominacja do Fryderyka w kategorii Jazzowy album roku). Zespół towarzyszący wokalistce w nagraniu płyty przyjął nazwę Goes To Heaven. Nazwa ta, to anglojęzyczny tytuł jednej z kompozycji na krążku – Blisko niebo.
W 2004 jej utwór W małych istnieniach zakwalifikował się do konkursu premier na festiwalu w Opolu, mimo że artystka nie miała wówczas podpisanego kontraktu z żadną wytwórnią płytową. Utwór ten znalazł się na płycie Pod rzęsami, która ukazała się 24 października. Wcześniej można było poznać także piosenkę tytułową, nagraną razem z Grzegorzem Turnauem. Pojawiła się ona na ścieżce dźwiękowej do filmu Zakochany anioł.
Płytę Pod rzęsami promowała piosenka Poza czasem z tekstem Magdy Czapińskiej. Album zawiera utwory smoothjazzowe. Wśród muzyków zaangażowanych w prace nad płytą znaleźli się m.in. Henryk Miśkiewicz, Marek Napiórkowski, Paweł „Bzim” Zarecki, Robert Kubiszyn i Robert Luty.
22 września 2008 wydała trzeci album Caminho z udziałem m.in. brazylijskiego perkusjonisty Guello oraz pianisty jazzowego Marcina Wasilewskiego i współkompozytora piosenek, gitarzysty Marka Napiórkowskiego. Gościnnie na płycie wystąpili również Grzegorz Markowski oraz Grzegorz Turnau, który napisał teksty do dwóch piosenek (w tym tytułowej). Płytę promuje piosenka Magda, proszę zaprezentowana na Festiwalu w Opolu (2. miejsce z głosowania Jury) dedykowana Magdzie Czapińskiej oraz Budzić się i zasypiać (z tobą). Jedną piosenkę (Jeśli chcesz spokojnie życie przejść) napisała Karolina Kozak, autorami tekstów są w głównej mierze Dorota i Michał Rusinek.

## Dyskografia
Albumy solowe
| 2002                           | Zatrzymaj się - Data: 17 listopada 2002 - Wydawca: Grami                                                                                 | –  |               |
| 2005                           | Pod rzęsami - Data: 24 października 2005 - Wydawca: Sony BMG Music Entertainment Poland                                                  | 15 |               |
| 2008                           | Caminho - Data: 19 września 2008 - Wydawca: Sony BMG Music Entertainment Poland                                                          | 13 | - złota płyta |
| 2012                           | Ale - Data: 8 maja 2012 - Wydawca: Sony Music Entertainment Poland                                                                       | 20 |               |
| 2013                           | Lutosławski Tuwim. Piosenki nie tylko dla dzieci (oraz Kwadrofonik) - Data: 12 listopada 2013 - Wydawca: Sony Music Entertainment Poland | 36 | - złota płyta |
| 2016                           | Best of - Data: 3 czerwca 2016 - Wydawca: Sony Music Entertainment Poland                                                                | –  |               |
| 2016                           | Piano.pl - Data: 28 października 2016 - Wydawca: Universal Music Polska                                                                  | 37 |               |
| „–” pozycja nie była notowana. | |    |               |

Notowane utwory
| Rok  | Tytuł                                                                       | Pozycja na liście |
| Rok  | Tytuł                                                                       | LP3               |
| ---- | --------------------------------------------------------------------------- | ----------------- |
| 1996 | „Pocztówka do Świętego Mikołaja” (oraz Andrzej Piaseczny, Anna Maria Jopek) | 30                |
| 2002 | „Zatrzymaj się”                                                             | 50                |
| 2005 | „Poza czasem”                                                               | 25                |
| 2005 | „Pod rzęsami” (oraz Grzegorz Turnau)                                        | 45                |
| 2006 | „Aksamit”                                                                   | 29                |
| 2006 | „Mój wilku”                                                                 | 44                |
| 2006 | „Um Pincelada (A Brushstroke)” (oraz Cesária Évora)                         | 36                |
| 2008 | „Budzić się i zasypiać (z tobą)”                                            | 6                 |
| 2008 | „Dwoje różnych” (oraz Grzegorz Markowski)                                   | 50                |
| 2009 | „Nucę, gwiżdżę sobie”                                                       | 2                 |
| 2012 | „Samba z kalendarza”                                                        | 37                |
| 2012 | „W komórce” (oraz Wojciech Waglewski)                                       | 36                |

Inne
| Rok  | Tytuł |
| ---- | --- |
| 2005 | 11:11 – Grzegorz Turnau - Data: 21 listopada 2005 - Wydawca: Pomaton EMI                                    |
| 2010 | Śrubki – Śrubki - Data: 22 lutego 2010 - Wydawca: Mystic Production                                         |
| 2010 | Golgota Polska. Artyści polscy Janowi Pawłowi II w hołdzie - Data: 6 kwietnia 2010 - Wydawca: Polskie Radio |
| 2013 | Wieczorem – Włodek Pawlik, Józef Czechowicz - Data: 9 października 2013 - Wydawca: Agora SA                 |

## Nagrody i wyróżnienia
| Rok  | Kategoria                   | Tytułem                                          | Nagroda                   | Nota      | Źródło |
| ---- | --------------------------- | ------------------------------------------------ | ------------------------- | --------- | ------ |
| 2002 | Jazzowy album roku          | Zatrzymaj się                                    | Fryderyki 2002            | Nominacja | [ 27 ] |
| 2009 | Wokalistka roku             | Dorota Miśkiewicz                                | Fryderyki 2009            | Nominacja | [ 28 ] |
| 2009 | Album roku pop              | Caminho                                          | Fryderyki 2009            | Nominacja | [ 28 ] |
| 2014 | Album roku muzyka kameralna | Lutosławski Tuwim. Piosenki nie tylko dla dzieci | Fryderyki 2014            | Nominacja | [ 29 ] |
| 2016 | Osobowość roku              | Dorota Miśkiewicz                                | Koryfeusz Muzyki Polskiej | Nominacja | [ 30 ] |